# Malika Zouhali-Worrall
Malika Zouhali-Worrall es una periodista y documentalista de ascendencia británica y marroquí, conocida como la productora y una de las directoras, junto a Katherine Fairfax Wright, de la película de 2012 ganadora Call Me Kuchu.
Zouhali-Worrall actualmente colabora con David Osit en un segundo documental "Thank You For Playing", una coproducción de Independent Television Service, sobre la realización de la casa de videojuegos "That Dragon, Cancer". La película se estrenará en abril de 2015 en el Tribeca Film Festival, y se difundirá en verano de 2016.
Estudió Literatura inglesa en Cambridge University y Relaciones Internacionales en Sciences Po, y más tarde se convirtió en reportera y camarógrafa para CNN International y cnn.com.
Zouhali-Worrall está casada con el periodista de Wired, Andy Greenberg.